# Ezprogui
Ezprogui (en euskera: Ezporogi) es un municipio español de la Comunidad Foral de Navarra, situado en la Merindad de Sangüesa, en la Comarca de Sangüesa y a 55 km de la capital de la comunidad, Pamplona. Su población en 2024 fue de 51 habitantes (INE). 
El municipio está compuesto por un concejo, Ayesa (sede del ayuntamiento), un lugar habitado, Moriones (antigua capital) y un lugar deshabitado, Ezprogui (actual capital), que da nombre al conjunto del municipio. Incluye también en su término La Vizcaya y los siete pueblos (Loya, Sabaiza, Usumbelz, Guetádar, Julio, Arteta, Gardaláin y Arangoiti) que constituyen esta finca del Patrimonio Forestal de Navarra.

## Historia
Perteneciente a la Val de Aibar hasta  que en 1846, con la segregación de Aibar, la unidad administrativa formada por la Val de Aibar se descompone, dando lugar a varios municipios actuales. En el caso de Ezprogui se forma con esta villa, Moriones, que era ayuntamiento hasta entonces, la llamada "Vizcaya de Val de Aibar" o "Vizcaya de Navarra" (que incluye los lugares desolados de Loya, Sabaiza, Usumbelz, Guetádar, Julio, Arteta y Arangoiti. Salvo Gardalain, que actualmente es un pueblo habitado), y Ayesa que era villa de realengo perteneciente a San Salvador de Leyre.

## Demografía
Ezprogui cuenta con una población de 51 habitantes (INE 2024).
| Gráfica de evolución demográfica de Ezprogui entre 1842 y 2021 |
| |
| Población de derecho según los censos de población del INE Población de hecho según los censos de población del INEEntre el censo de 1857 y el anterior, crece el término del municipio porque incorpora a 315037 (Gardalain), 315077 (Moriones) |

### Núcleos de población
El municipio se divide en las siguientes entidades de población, según el nomenclátor de población publicado por el INE (Instituto Nacional de Estadística). Los datos de población se refieren a 2014
| Entidad de población | Población (2014) |
| -------------------- | ---------------- |
| Ayesa                | 38               |
| Moriones             | 8                |

Recordamos que el ayuntamiento no reconoce el núcleo de población del pueblo reconstruido de Gardaláin.